# Кавани, Лилиана
Лилиана Кавани (итал. Liliana Cavani, род. 12 января 1933, Карпи, Модена, Эмилия-Романья) — итальянский кинорежиссёр и сценаристка, ученица Лукино Висконти, творческая единомышленница и коллега по нескольким проектам Бернардо Бертолуччи, один из признанных лидеров мировой кинематографии.
Помимо художественных и документальных фильмов осуществляет театральные постановки классических опер и выступает режиссёром их кинематографических версий.

## Биография
Лилиана Кавани родилась 12 января 1933 года в городе Карпи (провинция Модена, Италия). Её воспитанием по большей части занималась бабка по материнской линии. Отец — архитектор, много времени проводил вне Италии. Мать работала, тоже часто уезжала.
Кавани хотела стать археологом, поэтому начала изучать латынь и греческий в Университете Болоньи. Однако она совсем не знала немецкого, без которого заниматься археологией практически невозможно (все крупные археологи XIX века — немцы). Учась на филологическом отделении Болонского университета, Кавани начала ходить в киноклуб и влюбилась в фильмы, которые там показывали. Неореализм в кинематографе оказался очень близок Лилиане, изменил её жизнь.
Кавани полагала, что итальянская литература XX века не выразила и не сказала ничего, что должна была сказать о жизни людей в эту эпоху. Поэтому после учёбы она решила отправиться в Рим и рассказать об этом с помощью кино (прошла огромный конкурс и поступила на курс режиссуры в экспериментальную римскую киноакадемию). Ещё во время обучения Кавани сняла два короткометражных фильма: «Il contro notturno», о дружбе между белым и сенегальцем, и «L’evento» — о группе туристов, убивших ради потехи итальянца. В 1961 году Кавани выиграла один из трёх призов, разыгрывавшихся в конкурсе итальянского телеканала RAI, в котором участвовало до 10 тысяч человек.
С 1962 по 1965 год Кавани работала на канале RAI и сняла несколько документальных фильмов. Её фильм «Philippe Petain — Processo a Vichy» получил приз на Венецианском кинофестивале 1965 года. В 1966 году Кавани обратилась к художественному кино и сняла биографический фильм «Франциск Ассизский» о Франциске Ассизском с Лу Кастелем в главной роли. Её следующий биографический фильм был о Галилее.
Всемирное признание получил фильм Кавани «Ночной портье» о сексуальной связи заключённой концентрационного лагеря со своим мучителем-эсесовцем. Только после судебных разбирательств он был признан произведением искусства и выпущен в прокат без купюр. В следующей работе, «По ту сторону добра и зла» (1977), в центре внимания Кавани оказался Фридрих Ницше.
По роману «Шкура» в 1981 году Кавани сняла одноимённый фильм.
Действие фильма «Берлинский роман» (1985) снова разворачивается на историческом фоне нацистской Германии и рассказывает о лесбийских отношениях (это ремейк японского фильма "Свастика" 1964 года).
В 1989 году вышел фильм «Франциск», в котором Кавани снова обратилась к событиям жизни святого.

## Оперы
Постановки «Сельская честь» Масканьи и «Паяцы» Леонкавалло были созданы в эпоху популярности веризма (реалистическое течение в искусстве, очень близкие к кинорассказу) — простые декорации, простые сюжеты, всегда актуальные (например, убийство на почве ревности по-прежнему часто случается и в Италии, и по всему миру). Декорации также незамысловатые: акведук (характерный атрибут Рима), мотороллер с кузовом (в Италии эта конструкция называется «пчелка»), на заднем плане — обычные спальные районы, которые имеются в каждом городе.

## Фильмография
| - 1961 — Ночное совещание / Incontro di notte - 1962 — L’evento - 1963 — Storia del Terzo Reich - 1963 — Женщина в сопротивлении / La donna nella resistenza - 1964 — Эпоха Сталина / Età di Stalin - 1965 — Филипп Петен: Процесс в Виши / Philippe Pètain. Processo a Vichy - 1965 — Дом в Италии / La casa in Italia - 1966 — Франциск Ассизский / Francesco d’Assisi - 1969 — Галилей / Galileo (совместно с болгарскими кинематографистами) - 1970 — Каннибалы /I cannibali - 1972 — Гость / L’ospite - 1974 — Миларепа / Milarepa | - 1974 — Ночной портье / Il portiere di notte - 1977 — По ту сторону добра и зла / Al di là del bene e del male - 1981 — Кожа (Шкура) / La pelle - 1982 — За дверью / Oltre la porta - 1985 — Берлинский роман / The Berlin Affair - 1989 — Франциск / Francesco - 1989 — Травиата / La traviata - 1993 — Где ты? Я здесь / Dove siete? Io sono qui - 1996 — Cavalleria rusticana - 1998 — Манон Леско / Manon Lescaut - 2002 — Игра Рипли / Il gioco di Ripley - 2005 — Де Гаспери. Человек надежды / De Gasperi, l’uomo della speranza - 2008 — Эйнштейн / Einstein - 2012 — Кларисса / Clarisse - 2023 — Срок времени |

## Награды
- Командор ордена «За заслуги перед Итальянской Республикой» (2 июня 1986 года)[10]
- Венеция-1965 (номинация) Лев Сан-Марко за лучший документальный фильм для телевидения («Процесс в Виши»)[3]
- На Венецианском кинофестивале 2023 года Кавани была удостоена почётного «Золотого льва» за вклад в кинематограф[11].